# 韩家园林业局
韩家园林业局隶属于中华人民共和国国家林业局大兴安岭林业集团公司，于1991年建局。经营总面积90.76万公顷。

## 行政区划
韩家园林业局下辖以下单位：
韩家园主伐林场。